# Olympische Sommerspiele 2016/Teilnehmer (Philippinen)
| Gelbes Symbol für Goldmedaillen mit stilisierten Olympischen Ringen | Graues Symbol für Silbermedaillen mit stilisierten Olympischen Ringen | Braundes Symbol für Bronzemedaillen mit stilisierten Olympischen Ringen |
| ------------------------------------------------------------------- | --------------------------------------------------------------------- | ----------------------------------------------------------------------- |
| —                                                                   | 1                                                                     | —                                                                       |

Die Philippinen nahmen an den Olympischen Spielen 2016 in Rio de Janeiro teil. Es war die insgesamt 21. Teilnahme an den Olympischen Sommerspielen. Das Olimpikong Komite nin Filipinas nominierte 13 Athleten in acht Sportarten. Fahnenträger bei der Eröffnungsfeier war Ian Lariba.

## Medaillengewinner

### Silber
| Name         | Sportart     | Wettkampf        |
| ------------ | ------------ | ---------------- |
| Hidilyn Diaz | Gewichtheben | Klasse bis 53 kg |

## Teilnehmer nach Sportarten

### Boxen
| Athleten      | Wettbewerb                   | 1. Runde       | 1. Runde | Achtelfinale  | Achtelfinale  | Viertelfinale | Viertelfinale | Halbfinale    | Halbfinale    | Finale        | Finale        | Rang          |
| Athleten      | Wettbewerb                   | Gegner         | Ergebnis | Gegner        | Ergebnis      | Gegner        | Ergebnis      | Gegner        | Ergebnis      | Gegner        | Ergebnis      | Rang          |
| ------------- | ---------------------------- | -------------- | -------- | ------------- | ------------- | ------------- | ------------- | ------------- | ------------- | ------------- | ------------- | ------------- |
| Männer        |                              |                |          |               |               |               |               |               |               |               |               |               |
| Rogen Ladon   | Halbfliegengewicht bis 49 kg | Freilos        | Freilos  | Elie Konki    | 0:3           | ausgeschieden | ausgeschieden | ausgeschieden | ausgeschieden | ausgeschieden | ausgeschieden | ausgeschieden |
| Charly Suarez | Leichtgewicht bis 60 kg      | Joseph Cordina | 1:2      | ausgeschieden | ausgeschieden | ausgeschieden | ausgeschieden | ausgeschieden | ausgeschieden | ausgeschieden | ausgeschieden | ausgeschieden |

### Gewichtheben
| Athleten       | Wettbewerb       | Reißen  | Reißen | Stoßen  | Stoßen | Zweikampf | Zweikampf | Rang   |
| Athleten       | Wettbewerb       | Gewicht | Rang   | Gewicht | Rang   | Gewicht   | Rang      | Rang   |
| -------------- | ---------------- | ------- | ------ | ------- | ------ | --------- | --------- | ------ |
| Frauen         |                  |         |        |         |        |           |           |        |
| Hidilyn Diaz   | Klasse bis 53 kg | 88 kg   | 6      | 112 kg  | 2      | 200 kg    | 2         | Silber |
| Männer         |                  |         |        |         |        |           |           |        |
| Nestor Colonia | Klasse bis 56 kg | 120 kg  | 7      | DNF     | DNF    | DNF       | DNF       | DNF    |

### Golf
| Athleten       | Runde 1 | Runde 2 | Runde 3 | Runde 4 | Gesamt | Par | Rang |
| -------------- | ------- | ------- | ------- | ------- | ------ | --- | ---- |
| Männer         |         |         |         |         |        |     |      |
| Miguel Tabuena | 73      | 75      | 73      | 70      | 291    | +7  | 53   |

### Judo
| Athleten    | Wettbewerb | 1. Runde      | 1. Runde | 2. Runde      | 2. Runde      | Viertelfinale | Viertelfinale | Halbfinale / Trostrunde | Halbfinale / Trostrunde | Finale / Platz 3 | Finale / Platz 3 | Rang          |
| Athleten    | Wettbewerb | Gegner        | Ergebnis | Gegner        | Ergebnis      | Gegner        | Ergebnis      | Gegner                  | Ergebnis                | Gegner           | Ergebnis         | Rang          |
| ----------- | ---------- | ------------- | -------- | ------------- | ------------- | ------------- | ------------- | ----------------------- | ----------------------- | ---------------- | ---------------- | ------------- |
| Männer      |            |               |          |               |               |               |               |                         |                         |                  |                  |               |
| Kodo Nakano | bis 81 kg  | M. Marconcini | 000:100  | ausgeschieden | ausgeschieden | ausgeschieden | ausgeschieden | ausgeschieden           | ausgeschieden           | ausgeschieden    | ausgeschieden    | ausgeschieden |

### Leichtathletik
Laufen und Gehen 
| Athleten       | Wettbewerb   | Runde 1 | Runde 1 | Halbfinale | Halbfinale | Finale        | Finale        | Rang |
| Athleten       | Wettbewerb   | Zeit    | Rang    | Zeit       | Rang       | Zeit          | Rang          | Rang |
| -------------- | ------------ | ------- | ------- | ---------- | ---------- | ------------- | ------------- | ---- |
| Frauen         |              |         |         |            |            |               |               |      |
| Mary Joy Tabal | Marathon     | –       | –       | –          | –          | 3:02:27 h     | 124           | 124  |
| Männer         |              |         |         |            |            |               |               |      |
| Eric Cray      | 400 m Hürden | 49,05 s | 14      | 49,37 s    | 17         | ausgeschieden | ausgeschieden | 17   |

 Springen und Werfen 
| Athleten          | Wettbewerb | Qualifikation | Qualifikation | Finale        | Finale        | Rang |
| Athleten          | Wettbewerb | Weite/Höhe    | Rang          | Weite/Höhe    | Rang          | Rang |
| ----------------- | ---------- | ------------- | ------------- | ------------- | ------------- | ---- |
| Frauen            |            |               |               |               |               |      |
| Marestella Sunang | Weitsprung | 6,22 m        | 28            | ausgeschieden | ausgeschieden | 28   |

### Schwimmen
| Athleten         | Wettbewerb     | Vorlauf     | Vorlauf | Halbfinale    | Halbfinale    | Finale        | Finale        | Rang |
| Athleten         | Wettbewerb     | Zeit        | Rang    | Zeit          | Rang          | Zeit          | Rang          | Rang |
| ---------------- | -------------- | ----------- | ------- | ------------- | ------------- | ------------- | ------------- | ---- |
| Frauen           |                |             |         |               |               |               |               |      |
| Jasmine Alkhaldi | 100 m Freistil | 56,30 s     | 33      | ausgeschieden | ausgeschieden | ausgeschieden | ausgeschieden | 33   |
| Männer           |                |             |         |               |               |               |               |      |
| Jessie Lacuna    | 400 m Freistil | 4:01,70 min | 46      | –             | –             | ausgeschieden | ausgeschieden | 46   |

### Taekwondo
| Athleten      | Wettbewerb        | Achtelfinale   | Achtelfinale | Viertelfinale | Viertelfinale | Hoffnungsrunde Halbfinale | Hoffnungsrunde Halbfinale | Halbfinale    | Halbfinale    | Hoffnungsrunde Finale | Hoffnungsrunde Finale | Finale        | Finale        | Rang          |
| Athleten      | Wettbewerb        | Gegner         | Ergebnis     | Gegner        | Ergebnis      | Gegner                    | Ergebnis                  | Gegner        | Ergebnis      | Gegner                | Ergebnis              | Gegner        | Ergebnis      | Rang          |
| ------------- | ----------------- | -------------- | ------------ | ------------- | ------------- | ------------------------- | ------------------------- | ------------- | ------------- | --------------------- | --------------------- | ------------- | ------------- | ------------- |
| Frauen        |                   |                |              |               |               |                           |                           |               |               |                       |                       |               |               |               |
| Kirstie Alora | Klasse über 67 kg | María Espinoza | 1:4          | ausgeschieden | ausgeschieden | Wiam Dislam               | 5:7                       | ausgeschieden | ausgeschieden | ausgeschieden         | ausgeschieden         | ausgeschieden | ausgeschieden | ausgeschieden |

### Tischtennis
| Athleten   | Wettbewerb | 1. Runde | 1. Runde | 2. Runde      | 2. Runde      | 3. Runde      | 3. Runde      | 4. Runde      | 4. Runde      | Viertelfinale | Viertelfinale | Halbfinale    | Halbfinale    | Finale        | Finale        | Rang          |
| Athleten   | Wettbewerb | Gegner   | Ergebnis | Gegner        | Ergebnis      | Gegner        | Ergebnis      | Gegner        | Ergebnis      | Gegner        | Ergebnis      | Gegner        | Ergebnis      | Gegner        | Ergebnis      | Rang          |
| ---------- | ---------- | -------- | -------- | ------------- | ------------- | ------------- | ------------- | ------------- | ------------- | ------------- | ------------- | ------------- | ------------- | ------------- | ------------- | ------------- |
| Frauen     |            |          |          |               |               |               |               |               |               |               |               |               |               |               |               |               |
| Ian Lariba | Einzel     | Han Xing | 0:4      | ausgeschieden | ausgeschieden | ausgeschieden | ausgeschieden | ausgeschieden | ausgeschieden | ausgeschieden | ausgeschieden | ausgeschieden | ausgeschieden | ausgeschieden | ausgeschieden | ausgeschieden |